# USS James Madison (SSBN-627)
USS James Madison (SSBN-627) – amerykański rakietowy okręt podwodny typu James Madison. Wybudowany w stoczni Newport News, wszedł do służby w amerykańskiej marynarce wojennej 28 lipca 1964 roku z uzbrojeniem głównym w postaci szesnastu pocisków balistycznych SLBM Polaris A-3. Po przezbrojeniu w pociski Poseidon C-3, wchodził w skład sił strategicznych floty podwodnej do 1992 roku. Wycofany ze służby 20 listopada 1992 roku, w roku 1997 został pocięty na złom.